# Empis spinifera
Empis spinifera är en tvåvingeart som beskrevs av Mario Bezzi 1909. Empis spinifera ingår i släktet Empis och familjen dansflugor. Inga underarter finns listade i Catalogue of Life.